# Clube Atlético Cristal
O Clube Atlético Cristal é um clube brasileiro de futebol, da cidade de Macapá, capital do estado do Amapá, fundado em 1969.

## História
O clube surgiu oficialmente em 15 de novembro de 1969, quando imperava o amadorismo no futebol local, e adotou como cores o vermelho e o branco.
Em 1987, disputou sua primeira competição, a Segunda Divisão Amapaense daquele ano, onde não foi campeão, porém não se sabe ao certo a colocação da equipe.
Em 1988, participou da Segunda Divisão Amapaense de 1988, onde ganhou o título após vencer a equipe do Lagoa por 5-0 na final, com todos os gols sendo marcados pelo craque do time Mundinho.
Participou de uma seletiva para garantir sua presença no primeiro campeonato profissional do Amapá em 1991. Para a partida decisiva contra Santana, a diretoria comprou diversas garrafas de rum, que seriam oferecidas como "bicho" para os atletas em caso de classificação. Foi vice-campeão amapaense em 1995 e 2007.
Sua maior conquista esportiva ocorreu com a conquista do título estadual de 2008, onde na final empatou de 0-0 com o São José e venceu nos penâltis por 4-2.
Após anos fora das competições estaduais, o clube voltará a participar na temporada de 2024, a nova diretoria planejar inserir o clube em todas a modalidades na temporada de 2024, onde irá disputar a segunda divisão estadual no Grupo B, juntamente com Renovação, Cruzeiro e Lagoa.A equipe do Cristal já foi 3 vezes campeã da Segunda Divisão do Amapá.

## Títulos
| ESTADUAIS | ESTADUAIS                         | ESTADUAIS | ESTADUAIS         |
|           | Competição                        | Títulos   | Temporadas        |
| --------- | --------------------------------- | --------- | ----------------- |
|           | Campeonato Amapaense              | 1         | 2008              |
|           | Campeonato Amapaense - 2ª Divisão | 3         | 1988, 1991 e 2005 |

## Participações em competições nacionais
- Campeonato Brasileiro Série C: 2008
- Campeonato Brasileiro Série D: 2009 e 2010
- Copa do Brasil:
- 1995: Cristal 1 x 1 Nacional-AM/ Nacional-AM 1 x 0 Cristal.
- 1996: Cristal 0 x 1 Santa Cruz-PE/ Santa Cruz-PE 3 x 1 Cristal.
- 2009: Cristal 1 x 2 Brasiliense-DF/ Brasiliense-DF 3 x 1 Cristal.

## Desempenho em Competições

### Participações
|  | Participações em 2025 |

| Competição | Competição        | Temporadas | Melhor campanha     | Estreia | Última | P | R |
| Amapá      | Amapazão          | 21         | Campeão (2008)      | 1988    | 2025   |   | 1 |
| Amapá      | Segunda Divisão   | 5          | Campeão (3 vezes)   | 1987    | 2024   | 4 |   |
|            | Copão da Amazônia | 1          | 8º colocado (2003)  | 2003    | 2003   |   |   |
| Brasil     | Série C           | 1          | 37º colocado (2008) | 2008    | 2008   | – | – |
| Brasil     | Série D           | 2          | 7º colocado (2009)  | 2009    | 2010   | – |   |
| Brasil     | Copa do Brasil    | 3          | 23º colocado (1995) | 1995    | 2009   |   |   |

### Campeonato Amapaense - 1ª Divisão
| Ano  | 1990 | 1991 | 1992 | 1993 | 1994 | 1995 | 1996 | 1997 | 1998 | 1999 |
| ---- | ---- | ---- | ---- | ---- | ---- | ---- | ---- | ---- | ---- | ---- |
| Pos. | —    | 6º   | 6º   | 7º   | 7º   | 2º   | —    | 3º   | —    | —    |
| Ano  | 2000 | 2001 | 2002 | 2003 | 2004 | 2005 | 2006 | 2007 | 2008 | 2009 |
| Pos. | 4º   | 5º   | 6º   | 4º   | 5º   | 6º   | 4º   | 2º   | 1º   | 8º   |
| Ano  | 2010 | 2011 | 2012 | 2013 | 2014 | 2015 | 2016 | 2017 | 2018 | 2019 |
| Pos. | —    | 9º   | —    | —    | —    | —    | —    | —    | —    | —    |
| Ano  | 2020 | 2021 | 2022 | 2023 | 2024 | 2025 |      |      |      |      |
| Pos. | —    | —    | —    | —    | —    | 5º   |      |      |      |      |

### Campeonato Amapaense - 2ª Divisão
| Ano  | 1987 | 1988 | 1991 | 2005 | 2024 |
| ---- | ---- | ---- | ---- | ---- | ---- |
| Pos. | ?º   | 1º   | 1º   | 1º   | 2º   |

### Torneio da Integração da Amazônia
| Ano  | 2003 |
| ---- | ---- |
| Pos. | 8º   |

### Campeonato Brasileiro - Série C
| Ano  | 2008 |
| ---- | ---- |
| Pos. | 37º  |

### Campeonato Brasileiro - Série D
| Ano  | 2009 | 2010 |
| ---- | ---- | ---- |
| Pos. | 7º   | 34º  |

### Copa do Brasil
| Ano  | 1995 | 1996 | 2009 |
| ---- | ---- | ---- | ---- |
| Pos. | 23º  | 39º  | 54º  |